# Enrique Grau Seminario
Enrique Federico Grau Seminario (Piura, 10 de octubre de 1831-Chanchamayo, 4 de noviembre de 1857) fue un marino peruano, hermano del héroe máximo del Perú: Miguel Grau.

## Biografía
Fue hijo del teniente coronel grancolombiano (más tarde nacionalizado peruano) Juan Manuel Grau Berrío, natural de Cartagena de Indias, que llegó al Perú formando parte del ejército del Libertador Bolívar, y de María Luisa Seminario del Castillo, perteneciente a una encumbrada familia piurana. Fue el mayor de cuatro hermanos, entre los que estaba Miguel María Grau Seminario, destinado a convertirse en el mayor héroe del Perú.
Tenía once años de edad cuando se embarcó como aspirante a grumete en la goleta neogranadina Catalina. Durante diez años navegó en diversos buques mercantes. En 1853, su padre gestionó su ingreso a la Marina de Guerra del Perú, lo que se concretó en agosto de 1854, sirviendo inicialmente como guardiamarina en la fragata mixta Apurímac, junto con su hermano Miguel. 
Fue ascendido a alférez de fragata en junio de 1855. Estando de servicio en el fuerte de San Ramón (Chanchamayo), enclave de acceso a la Amazonía peruana, sufrió un accidente, a consecuencia del cual falleció. Tenía apenas 26 años de edad. Sus restos fueron traídos a Lima, siendo sepultados en el Cementerio Presbítero Maestro.